# San Zeno di Montagna
San Zeno di Montagna ist eine nordostitalienische Gemeinde (comune) mit 1470 Einwohnern (Stand 31. Dezember 2023) in der Provinz Verona in Venetien. Die Gemeinde liegt etwa 29,5 Kilometer nordwestlich von Verona und  gehört zur Comunità Montana del Baldo. Der Gardasee liegt etwa 1,5 Kilometer westlich von San Zeno di Montagna.